# BASICA
Los lenguajes de programación: BASIC C, BASIC D, BASICA y GW-BASIC son versiones de BASIC desarrollados como intérpretes de instrucciones, y no generaban código ejecutable independiente del editor del lenguaje.
Las líneas de programa están necesariamente numeradas, y se ejecutan por orden correlativo de numeración, el editor es por líneas, una sola línea cada vez, que puede ser modificada o añadida.
Estos intérpretes de BASIC pueden ser utilizados en los ordenadores actuales, basados en microprocesador Intel o compatible.

## Soporte hardware
En 1981 IBM presentó una versión de ordenador llamado PC, con microprocesador Intel 8088, bus de datos de 8 bit, 16 bit de bus de direcciones lo que le permitía direccionar hasta 1 Mbyte de memoria, con una frecuencia de funcionamiento de 4,77 MHz, con 40 Kb de ROM y 64 Kb de RAM, ampliable hasta 256 Kb, que funcionaba con el sistema operativo MS-DOS de Microsoft, con unidad de disco flexible de 5 1/4 de 160 Kb de capacidad. Monitor de 12", en pantalla de texto de 25 líneas y 80 columnas.
En 1983 Se presentó el modelo XT que ampliaba la memoria a 512 Kb, con disco duro de 10 Mb, y unidad flexible de 360 Kb.
En 1984 IBM presentó una nueva versión de PC, que llamó: AT, con memoria central de 512 Kb, ampliable a 3 Mb, microprocesador Intel 80286 con frecuencia de funcionamiento de 6 MHz, que funcionaba con el sistema operativo DOS 3.0 y 3.1, disco flexible de alta capacidad de 1,2 Mb y disco duro de 20 Mb.

## BASIC C
Estos ordenadores traían grabada en ROM una versión de BASIC llamada: BASIC de casete, que también se denominó BASIC C, esta versión se cargaba en memoria automáticamente cuando se arrancaba el ordenador sin sistema operativo, tenía instrucciones específicas para poner en marcha una cinta de casete, y leer datos de ella secuencialmente, no tenía instrucciones para el acceso a disco y los programas escritos tampoco podían ser salvados en disco.

## IBM Advanced BASIC (BASICA)
IBM Advanced BASIC (BASICA.COM) fue también incluido el IBM PC DOS original, y requería 48 KB de RAM y el código de ROM del Cassette BASIC. Agregaba funciones de acceso de archivos en disquetes, almacenamiento de programas en disco, sonido monoaural utilizando el altavoz del PC, funciones gráficas para colocar y borrar píxeles, dibujar líneas y círculos, poner colores, manejo de eventos para comunicaciones y uso de palanca de mando. BASICA no podía correr en las computadoras clones de IBM (tampoco en las llamadas "100% compatibles") o en los modelos posteriores de IBM, ya que carecían del ROM BASIC requerido.
Con el disco de PC-DOS o simplemente DOS de IBM, venían dos versiones de BASIC, la que se llamaba BASIC de disco, o BASIC D, y otra más completa llamada BASICA, muy utilizada y posiblemente la versión de BASIC más popular en la época.
Las versiones de BASICA fueron las mismas del respectivo DOS, empezando con la versión v1.00 y finalizando con la versión v3.30. Las versiones iniciales de BASICA no soportaban los subdirectores y algunos comandos gráficos funcionaban de manera ligeramente distinta. Por ejemplo, si el comando LINE era utilizado para dibujar líneas que salían fuera de la pantalla, BASIC intersecaba la línea con la más cercana; mientras que en BASIC 2.x y superiores, la línea salía fuera de pantalla y no intersecaba. El comando PAINT en BASIC 1.x comenzaba rellenando la coordenada específica y se expandía hacia afuera alternando las direcciones de arriba y abajo; mientras que en BASIC 2.x rellenaba todo por debajo de la coordenada inicial, y tras finalizar todo por encima. El comando PAINT en BASIC 1.x también utilizaba la pila del sistema como almacenamiento para rellenar áreas complejas, por lo que era posible generar un error de OVERFLOW o desbordamiento de búfer. Para remediar esto, el comando CLEAR podía utilizarse para expandir el búfer del BASIC (128 bytes es el tamaño predefinido). BASIC 2.x no utilizaba el búfer cuando se utilizaba el comando PAINT y por ello está libre de este problema. 
Compaq BASIC 1.13 fue el primer BASIC que no requería BASIC de casete, así como también fue la única versión además de IBM BASICA 1.00 and 1.10 en utilizar FCBs e incluir el comando original LINE con intersección de líneas (el comando PAINT en Compaq BASIC 1.13 trabajaba como en las versiones posteriores de BASICA/GW-BASIC, utilizando el algoritmo de rellenado y sin búfer.
Las primeras versiones de PC DOS incluían algunos programas de ejemplo en BASIC demostrando las capacidades del PC, incluyendo el juego DONKEY.BAS. GW-BASIC es idéntico a BASICA, con la diferencia que incluía el código del Cassette BASIC en el programa, permitiendo a las computadoras clones y modelos posteriores ejectutar BASIC.

## GW-BASIC
Microsoft comercializaba su propia versión de sistema operativo MS-DOS, Prácticamente idéntico al DOS de IBM. Con MS-DOS venía la versión GW-BASIC, Las versiones de BASICA y GW-BASIC son prácticamente idénticas.

## Ejemplo de programa
Un programa sencillo que te pregunta el nombre y te saluda:
```
10
 
REM este programa te saluda

20
 
INPUT
 
" Cual es tu nombre: "
,
 
Nombre$

30
 
PRINT
 
" Hola "
;
 
Nombre$
;
 
" como estas."

```

Un programa, más elaborado, para resolver una ecuación de segundo grado:
{\displaystyle Ax^{2}+Bx+C=0\,}
```
10
 
CLS
 

20
 
PRINT
 
" RESOLUCION DE UNA ECUACION DE SEGUNDO GRADO"
 

30
 
PRINT
 
" Ax² + Bx + C = 0"
 

40
 
PRINT
 

50
 
INPUT
 
" COEFICIENTE A: "
,
 
A
 

60
 
INPUT
 
" COEFICIENTE B: "
,
 
B
 

70
 
INPUT
 
" COEFICIENTE C: "
,
 
C
 

80
 
PRINT
 

100
 
IF
 
A
 
=
 
0
 
THEN
 
350
 

110
 
D
 
=
 
B
 
^
 
2
 
-
 
4
 
*
 
A
 
*
 
C
 

120
 
IF
 
D
 
<=
 
0
 
THEN
 
200
 

130
 
PRINT
 
" SOLUCION DOBLE"
 

140
 
PRINT
 
" X1="
;
 
(
-
B
 
+
 
SQR
(
D
))
 
/
 
(
2
 
*
 
A
)

150
 
PRINT
 
" X2="
;
 
(
-
B
 
-
 
SQR
(
D
))
 
/
 
(
2
 
*
 
A
)

160
 
END
 

200
 
REM D MENOR O IGUAL QUE CERO 

210
 
IF
 
D
 
=
 
0
 
THEN
 
300
 

230
 
PRINT
 
" RAIZ IMAGINARIA"
 

240
 
PRINT
 
" X1= "
;
 
-
B
 
/
 
(
2
 
*
 
A
);
 
"+"
;
 
ABS
(
SQR
(
-
D
)
 
/
 
(
2
 
*
 
A
));
 
"i"
 

250
 
PRINT
 
" X2= "
;
 
-
B
 
/
 
(
2
 
*
 
A
);
 
"-"
;
 
ABS
(
SQR
(
-
D
)
 
/
 
(
2
 
*
 
A
));
 
"i"
 

260
 
END
 

300
 
PRINT
 
" SOLUCION UNICA"
 

310
 
PRINT
 
" X1=X2="
;
 
-
B
 
/
 
(
2
 
*
 
A
)
 

320
 
END
 

350
 
REM A=0 

360
 
IF
 
B
 
=
 
0
 
THEN
 
500
 

370
 
REM ECUACION DE PRIMER GRADO 

380
 
PRINT
 
" ECUACION DE PRIMER GRADO"
 

390
 
PRINT
 
" X="
;
 
-
C
 
/
 
B
 

400
 
END
 

500
 
REM A=0 Y B=0 

510
 
IF
 
C
 
=
 
0
 
THEN
 
600
 

520
 
PRINT
 
C
;
 
"= 0, IMPOSIBLE"
 

530
 
END
 

600
 
REM A=0, B=0 Y C=0 

610
 
PRINT
 
" SIN ECUACION"
 

620
 
END
 

650
 
REM ECUACION DE PRIMER GRADO 

660
 
PRINT
 
" ECUACION DE PRIMER GRADO"
 

670
 
PRINT
 
" X="
;
 
-
C
 
/
 
B
 

680
 
END

```